# Ta (kana)
た în hiragana sau タ în katakana, (romanizat ca ta) este un kana în limba japoneză care reprezintă o moră. Caracterul hiragana este scris cu patru linii, iar caracterul katakana cu trei linii. Kana た și ナ reprezintă sunetul pronunție în japoneză [ta].
Caracterul た provine de caracterul kanji 太, iar タ provine de 多.

## Variante
Kana た și ナ se pot folosi cu semnul diacritic dakuten ca să reprezintă un alt sunet:
- だ sau ダ reprezintă sunetul pronunție în japoneză [da] (romanizate ca da)[2]

## Forme
| Formă                                   | Rōmaji      | Hiragana        | Katakana        |
| --------------------------------------- | ----------- | --------------- | --------------- |
| Fără semne diacritice: t- (た行 ta-gyō) | ta          | た              | タ              |
| Fără semne diacritice: t- (た行 ta-gyō) | taa tā, tah | たあ, たぁ たー | タア, タァ ター |
| Cu semnul dakuten: d- (だ行 da-gyō)     | da          | だ              | ダ              |
| Cu semnul dakuten: d- (だ行 da-gyō)     | daa dā, dah | だあ, だぁ だー | ダア, ダァ ダー |

## Ordinea corectă de scriere
|                                      |
| Ordinea corectă de scriere pentru た |

|                                      |
| Ordinea corectă de scriere pentru タ |

## Alte metode de scriere
- Braille:

| ・－ －・ ・－ |

- Codul Morse: －・